# پدیده ویروسی
پدیده ویروسی (انگلیسی: Viral phenomenon) اشیا یا اپترن (نقش‌مایه، نگاره)‌هایی هستند که می‌توانند خودشان را تکثیر کنند یا وقتی این اشیا در معرض آنها قرار می‌گیرند، اشیاء دیگر را به نسخه‌هایی از خودشان تبدیل می‌کنند. مشابه روش چرخه زندگی ویروس که ویروس‌ها در آن منتشر می‌شوند، اصطلاح ویروسی مربوط به یک ویدیو، تصویر یا محتوای نوشتاری است که در مدت زمان کوتاهی بین کاربران آنلاین متعددی پخش می‌شود. این مفهوم به روشی رایج برای توصیف چگونگی حرکت افکار، اطلاعات و روندها به درون و از طریق جمعیت انسانی تبدیل شده است.